# ボスニア
ボスニア (Bosnia) は、

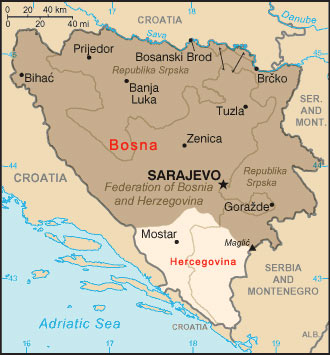
ボスニア (Bosnia) とヘルツェゴビナ (Herzegovina) の大まかな地域範囲図

- ヘルツェゴビナと対を成し、ボスニア・ヘルツェゴビナの北部を占める地域の歴史的名称。本項で記述。
- 「ボスニア・ヘルツェゴビナ」全体に対する略称・俗称。

## 名称
ボスニアという名前は、この地を流れるボスナ川に由来する。セルビア語、ボスニア語、クロアチア語ではボスナ（Босна、Bosna）。

## 歴史

### 先史時代
Badanj Cave（紀元前16,000年 - 12,000年）やDanilo culture（紀元前4700年 – 3900年）が知られている。

### 古代
イリュリア人のイリュリアがあったが、共和政ローマによって滅ぼされ、当初はイリュリア属州（紀元前167年 - 10年）が置かれたが、皇帝属州ダルマチア（紀元前32年 - 6世紀）と皇帝属州パンノニアが分割された。ローマ帝国が東西に分裂した後、東ローマ帝国の皇帝ユスティニアヌス1世が没すると、スラヴ人が侵入を開始した。

### 中世
6世紀末から7世紀にかけて現在の住人の祖先にあたるスラヴ人が定住した。Bosanska kneževina（600年 – 1137年）。
12世紀以降ボスニアはハンガリーの支配下に入るが、ハンガリーの支配は名目的で、実際にはボスニアの貴族が太守や総督を意味する「バン」という称号を名乗り支配していた（バンによるボスニア統治時代）。1322年にバンとなったスチェパン・コトロマニッチの時代にはヘルツェゴヴィナをその版図に収めた。
14世紀後半のスチェパン・トヴルトコ1世の時代に最盛期を迎えると、1377年には称号もそれまでの「バン」から「王」へと改め、名実ともに王国となった（ボスニア王国、1377年 - 1463年）。

### オスマン帝国
ボスニア王国は1428年にオスマン帝国の属国となり、1463年には国王スチェパン・トマシェヴィチが廃されオスマン帝国の直接支配を受けるようになる。オスマン帝国時代にはこの地域は、ボスニア州（1580年 – 1867年、首府はトラヴニク）やボスニア州（1867年 – 1908年）とされており、近隣のヘルツェゴヴィナ州（1833年 – 1851年）、ズヴォルニク県と共に一つの州を形成していた。ボスニアではかつてキリスト教ボゴミル派の信仰が盛んであったが、オスマン帝国による統治のもとで徐々にイスラームへの改宗者が増え、現在ボシュニャク（サンジャクも参照）と呼ばれる集団の原型が形成されることとなった（ただし、ボゴミル派の信者のすべてがムスリムになったわけではなく、正教会やカトリック教会へ宗旨替えをする者も相当数存在したといわれる。結果、現在ではボスニアにおけるボゴミル派信仰は消滅している）。
長年にわたるオスマン帝国による統治が多くの改宗者を生む一方で、ボスニアには正教徒やカトリックのキリスト教徒も多く存在し、またユダヤ教徒のコミュニティも存在していた。社会階層としてはムスリム（イスラム教徒）は地主に多く、キリスト教徒は小作人に多かったといわれる。このように各宗教が混在した状況ではあったが、オスマン帝国支配下では宗教別の共同体（ミッレト）による自治が認められていたこともあり、宗教的な対立は比較的少なく、各宗教は共存関係にあった。ただし、地主と小作人の経済的な対立が宗教対立に変化することはあった。
ナポレオン戦争期になると、1804年にスメデレヴォ・サンジャク（現代の中央セルビア）で第一次セルビア蜂起が勃発。1809年にグラディシュカ地域でボスニア州（1580年 – 1867年）の反オスマン帝国蜂起のヤンチッチの反乱（セルビア語: Машићка буна）が起こり、経済や宗教などセルビア人の権利ははく奪された。
1831年にボスニア蜂起（1831年 – 1833年）と呼ばれる大規模な反乱が発生している。
1875年にヘルツェゴヴィナ蜂起が勃発し、それに引き続くモンテネグロ・オスマン戦争と露土戦争の結果締結されたサン・ステファノ条約では、ボスニアに自治権が付与されたものの、その後のベルリン会議によって、モンテネグロ公国やセルビア王国の独立が認められた一方で、オーストリア・ハンガリー帝国が共同統治国ボスニア・ヘルツェゴヴィナ（Condominium of Bosnia and Herzegovina、1878年 - 1918年）を軍事占領することとなった。占領当初、ムスリムを主体とする大規模な抵抗が起きたが、占領軍は1878年末までにこれを鎮圧した。これにより1878年以降はオスマン帝国の名目上の主権のもと、オーストリア・ハンガリー帝国が施政権を行使する体制が1908年まで続くが、地域内に多くのセルビア人が居住することを理由にセルビア王国はボスニアにおける領有権を主張し続けていた。

### オーストリア・ハンガリーによる併合
オーストリア・ハンガリー帝国の占領下の共同統治国ボスニア・ヘルツェゴヴィナは帝国の大蔵大臣（共通蔵相）の管轄下に置かれ、ムスリム地主の勢力を温存する政策が採られた。1908年10月6日、共同統治国ボスニア・ヘルツェゴヴィナはヘルツェゴビナと共に正式にオーストリア・ハンガリー帝国に併合された（ボスニア・ヘルツェゴビナ併合）。併合後も占領時代同様にオーストリアにもハンガリーにも属さず、共通蔵相の管轄下に置かれていたものの、1910年には帝国内の他地域と同様に憲法が適用されるようになり、選挙も行われた。
バルカン戦争（1912年 - 1913年）が勃発し、これ以後第一次世界大戦にかけてムスリムがオスマン帝国領に移住する「Muhacir問題」が起こった。また、戦後には、セルビア人のナショナリズムが高揚した。青年ボスニア党（ボスニア語: Mlada Bosna ムラダ・ボスナ）のガヴリロ・プリンツィプがサラエボ事件（1914年）を起こして第一次世界大戦が勃発した。

### 第一次世界大戦
こうして各宗教がそれぞれに政治組織を結成し、宗教に基づいた民族意識の形成が進みつつある中で、ボスニアの領有権を巡るオーストリアとセルビア間の紛争が第一次世界大戦へと発展する。やがてオーストリア＝ハンガリー帝国は崩壊を迎え、1918年10月29日に南スラヴ人を主体とするスロベニア人・クロアチア人・セルビア人国が成立する。その領域には、帝国内のスロベニア人が居住する諸邦やクロアチア＝スラヴォニア王国、ダルマチア王国とともに共同統治国ボスニア・ヘルツェゴヴィナも組み込まれた。そして同年12月1日、南スラヴの国民国家建国のためセルビア王国とモンテネグロ王国と合流し、セルビアのカラジョルジェヴィチ王朝のもとセルビア人・クロアチア人・スロベニア人王国（1918年 - 1943年、1929年にユーゴスラビア王国に改称）が誕生した。

### 戦間期
1921年に即位したアレクサンダル1世は、セルビア人とクロアチア人の対立問題を抱えていた。アレクサンダル1世は、セルビア人の権力を強化してクロアチア人の不満を抑え込もうとした。1928年8月8日にはスチェパン・ラディチが暗殺され、1929年に国王アレクサンダル1世がクーデター（Atentat u Narodnoj skupštini）を起こして独裁政権を樹立し、ユーゴスラビア王国と改めた。1934年には、マルセイユでウスタシャと内部マケドニア革命組織の支援を受けたともいわれるヴラド・チェルノセムスキーによって、アレクサンダルが暗殺された。

### 第二次世界大戦
1939年にユーゴ政府は、クロアチア自治州を作ることで、クロアチア人の不満を抑え込もうとした。1941年4月1日にクロアチア人民族主義者がザグレブで蜂起して「クロアチア独立国」（1941年 - 1945年）の建国宣言を発した。同月、ナチス・ドイツのユーゴスラビア侵攻（バルカン戦線 (第二次世界大戦)の一つ）が始まり、ユーゴスラビア王国が崩壊してボスニアはナチス傀儡のクロアチア独立国に併合され、中央セルビアにもナチス傀儡のセルビア救国政府（1941年 - 1944年）が設立された。同年、ウスタシャに対抗するセルビアの抵抗組織「チェトニック」が設立されたものの、11月にはセルビア救国政府と協力関係になり、チトーのパルチザン部隊やクロアチア人と戦った。
1943年11月25日にボスニア・ヘルツェゴビナ人民解放国家反ファシスト委員会が設立された。
1943年11月29日にユーゴスラビア民主連邦が建国。1945年4月6日にサラエヴォは、チトーによってナチスによる占領から解放された。ドイツの降伏に伴い、クロアチア独立国も崩壊して独立は取り消され、ボスニアもユーゴスラビアに戻され、1945年4月26日にボスニア・ヘルツェゴビナ人民共和国となった。1946年にはユーゴスラビア連邦人民共和国となる。

### 冷戦期
1963年にはユーゴスラビア社会主義連邦共和国に改称され、それに伴い「ボスニア・ヘルツェゴビナ社会主義共和国」となった。
1990年、ボスニア・ヘルツェゴビナ共和国（1990年 - 1992年）。1991年、ユーゴスラビア紛争が勃発。1992年、ボスニア・ヘルツェゴビナ共和国はユーゴスラビアからの独立を宣言した。

### ボスニア・ヘルツェゴビナ紛争
1992年にボスニア・ヘルツェゴビナ共和国は国内のセルビア人への攻撃を米国に求め、米国に断られた。ボスニアは薦められるままに米国の独立系PR会社のルーダー・フィン社（Ruder Finn）を雇い、PR会社はマスコミの喜びそうな話を次々と流した。例えば、数名の死体の映像をもとに「民族浄化 (ethnic cleansing)」という表現を多様、さらに変電所を囲むフェンス前に立つやせた男性の写真をもとに「強制収容所」と主張、「ナチスによる民間人への大量虐殺同様の残虐非道な状態だ」というイメージを作りあげた。
実際には、1994年4月10日から4月11日にかけて、米国主導の北大西洋条約機構（NATO）によるセルビア人勢力への小規模な空爆が実施された。劣化ウラン弾をあびたのは、セルビア側である。1994年8月、再空爆。11月21日および23日にNATOによる3度目の空爆。
ジミー・カーターの仲介で、1995年1月1日から4ヶ月の停戦。
1995年、スレブレニツァの虐殺（7月13日 - 7月22日）。米国主導のNATO空爆（1995年8月30日 - 9月20日）が実施された。12月14日、デイトン合意で、クロアチア人・ボシュニャク人のボスニア・ヘルツェゴビナ連邦とセルビア人のスルプスカ共和国が成立。